# Slemfisk
Slemfisk (Parablennius gattorugine) är en bottenfisk i familjen slemfiskar som finns från nordöstra Atlanten till Västafrika.

## Utseende
Som alla slemfiskar har arten slemmig hud utan fjäll. Kroppen är avlång, med långa rygg- och analfenor. Till skillnad från släktingen skyggfisk saknar ryggfenan något hack. Ovanför varje öga finns ett förgrenat hudutskott. Bukfenorna är stora, och munnen har tjocka läppar. Färgteckningen är växlande; den kan antingen vara spräcklig i grönsvart, grönt, grått, rött och vitt, eller tvärrandigt i mörkbruna och beiga ränder. Arten kan bli 30 cm lång, men blir oftast inte större än 17 - 18 cm.

## Vanor
Slemfisken är en bottenfisk som lever i klippskrevor på upp till 30 meters djup. Arten är framför allt nattaktiv och lever på mindre bottendjur och småfisk.

### Fortplantning
Lekperioden infaller under mars till maj. Under denna vaktar hanen ägg från flera honor i ungefär en månad tills de kläcks. Ynglen uppehåller sig på grunt vatten, dolda bland alger.

## Utbredning
Utbredningsområdet sträcker sig från Brittiska öarna till Västafrika via Medelhavet.